# 1984年サラエボオリンピックのイギリス選手団
1984年サラエボオリンピックのイギリス選手団（1984ねんサラエボオリンピックのイギリスせんしゅだん）は、1984年2月8日から2月19日まで、ユーゴスラビア（現・ボスニア・ヘルツェゴビナ）のサラエボで開催された1984年サラエボオリンピックのイギリス選手団、およびその競技結果。

## 概要
今大会は金メダル1個に留まった。
フィギュアスケートのアイスダンスでは、ジェーン・トービル＆クリストファー・ディーン組が金メダルを獲得した。

## メダル
| メダル | 選手名                                      | 競技               | 種目         |
| ------ | ------------------------------------------- | ------------------ | ------------ |
| 金     | ジェーン・トービル クリストファー・ディーン | フィギュアスケート | アイスダンス |